# G-Unit
Daljše ime skupine je Guerilla Unit oz. Gangsta Unit. Krajša oblika imena pa je G-Unit / Link do strani: https://thisis50.com
G-Unit je ameriška glasbena skupina, ki izvaja hip-hop oziroma rap glasbo. Ustanovili so jo: 50 Cent, Lloyd Banks in Tony Yayo.
Studijski albumi:
Beg For Mercy (2003)
Terminate On Sight (T·O·S) (2008) 
EP-ji:
The Beauty Of Independence (2014) 
The Beast Is G-Unit (2015)

## Začetki
50 Cent  je bil po streljanju odpuščen z založbe Columbia Records in je po trdem ustvarjanju glasbe podpisal pogodbo z Interscope Records, kjer je nastal njegov prvi uvrščen album Get Rich or Die Tryin'. V tem času je 50 Cent začel graditi svojo glasbeno ekipo. Tako je nastala G-Unit Records ekipa.
Skupina je nadeljevala s trdim delom in čez čas objavila delno 50 Cent-ove serije mixtape-ov:
50 Cent Is the Future, God's Plan, No Mercy, No Fear in Automatic Gunfire.
Še preden je skupina začela snemati pesmi za svoj prvi uvrščen album, so policisti aretirali in zaprli Tonyja Yaya zaradi ilegalne pridobitve in uporabljanje orožja. Ko je bil Tony Yayo v priporu, se je skupini pridružil nov bodoči član skupine, Young Buck iz Nashvilla. Ko je bil Tony Yayo izpuščen so naredili nov album z naslovom Beg for Mercy. Tony Yayo je za album prispeval samo dve pesmi, kateri je posnel še preden je bil aretiran.

## Spori
Nekateri izvajalci rap-a so zapustili ali pa so bili odstranjeni iz skupine G-Unit, zaradi varnostnih razlogov (sporov)
Bang 'Em Smurf ni bil nikoli pravi član skupine G-Unit. Namreč se je združil z dobrim prijateljem Domination-om.
The Game pa je bil bivši član skupine, a se ni dobro razumel s člani, hkrati pa je počasi začel blatiti skupino G-Unit.
Predloga:Infobox artist discography

## Nagrade
- Nagrade Vibe
  - 2004 - Najboljša skupina - G-Unit

- Nagrade AVN
  - 2005 - Najboljši interaktiven DVD - Groupie Love
  - 2005 - Najboljša skladba - Groupie Love od Lloyd Banksa